# Apalone spinifera pallida
La tartaruga dal guscio molle spinosa pallida (Apalone spinifera pallida Webb, 1962) è una sottospecie di tartaruga dal guscio molle spinosa.
Il suo areale naturale è il bacino del Red River, fiume che attraversa Oklahoma, Arkansas, Louisiana e Texas. La sottospecie è stata rinvenuta anche in California, nel basso corso del fiume Sacramento, dov'era probabilmente stata introdotta a seguito di rilascio di esemplari domestici, ma lo stato di questa popolazione è sconosciuto.
Il primo a descriverla fu Robert Webb nel 1962.